# Euplectus signatus
Euplectus signatus är en skalbaggsart som först beskrevs av Reichenbach 1816.  Euplectus signatus ingår i släktet Euplectus och familjen kortvingar. Arten är reproducerande i Sverige. Inga underarter finns listade i Catalogue of Life.